# Pierre Rivemale
Pierre Henri Rivemale (né le 1er juillet 1910 à Castres (Tarn) et mort dans cette même ville, le 30 septembre 1945) est un peintre français.

## Biographie

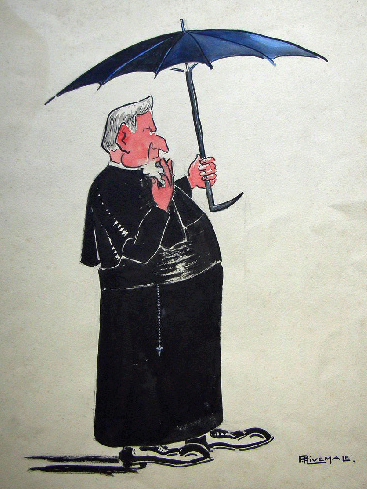
chanoine Louis de Lacger
par Pierre Rivemale - conservé au musée Goya

Il fut un dessinateur et un peintre bien connu localement dans les années 1930. Il a réalisé des paysages de Castres et du petit village de Canac (Murat-sur-Vèbre) où son père était né, mais aussi des portraits et des caricatures.
Il a participé à une exposition au musée Galliéra de Paris et il est possible de voir certaines œuvres au musée de sa ville natale.